# L'Ivresse de la chute
L'Ivresse de la chute (Volver a caer) est une telenovela mexicaine produite et diffusée entre le 20 janvier 2023 et le 17 février 2023 sur le service de streaming Vix pour Televisa.
En France, elle est diffusée entre le 26 octobre 2024 et le 9 novembre 2024 sur Novelas TV.
La série est mis en ligne depuis le 28 mai 2025 sur la plateforme de streaming M6+.

## Synopsis
Anna Montes de Oca, plongeuse médaillée d'or olympique et héroïne nationale mexicaine, a une liaison avec un jeune musicien. Elle se lance dans un voyage de découverte de soi, que la société n'accepte malheureusement pas.

## Fiche technique
- Titre original : Volver a caer
- Titre français : L'Ivresse de la chute
- Création : Almudena Ocaña et Aurora García Tortosa d'après Anna Karénine
- Réalisation : Hari Sama
- Scénario : Daniel Paz
  - Développement : Alfredo Altamirano
- Musique : Darío Valderrama
- Production : Clara Machado
  - Production exécutive : Mario Almeida, Aaron Rivera-Ashford, Kate del Castillo, Carmen Cervantes, Jessica Maldonado, Alejandro Rincón, Jerry Rodríguez, Flavio Morales, Issa Guerra et Hari Sama
- Société de production : Televisa
- Société de distribution : Televisa Internacional, Endemol Shine Group et Cholawood Productions

- Pays :  Mexique
- Langue : espagnol
- Format : Couleur - HDTV 1080i - 16/9 - Son stéréophonique
- Genre : telenovela
- Durée : 45-47 minutes
- Dates de première diffusion :
  - Mexique : 20 janvier 2023 sur Las Estrellas
  - France : 26 octobre 2024 sur Novelas TV

## Distribution
- Kate del Castillo : Anna Montes de Oca
- Maxi Iglesias : Vico
- Rubén Zamora : Jandro
- Lucía Gómez Robledo : Kiti
- Edwarda Gurrola : Dolly
- Martín Altomaro : Óscar
- Daniel Tovar : Levin
- Alessandro Islas : Leo
- Verónica Terán : Ileana
- Luis Rabago : Jorge
- Camila Nuñez : Lola
- Andre Tavera : Daniel
- Patricio Lucio : Santiago
- Mario Alberto Monroy : Nicolás
- Bárbara López : Mia
- Mar Carrera : Eva
- Karen Leone : Elsa
- Alan Gutiérrez : Adolfo
- Sofía Rivera : Saleswoman
- Marcela Ruiz : Juliette

## Épisodes
1. « Un segundo y medio »
2. « Lo siento »
3. « Una nueva vida »
4. « Lo que está por venir »
5. « Pide un deseo »
6. « El final del viaje »

## Production

### Développement
Le 11 novembre 2021, il a été annoncé que Pantaya et Endemol Shine Group coproduiraient une adaptation du roman de Léon Tolstoï de 1877 Anna Karénine, basé sur l'adaptation télévisée australienne de 2015 The Beautiful Lie,. Le 23 mars 2022, le tournage de la série a commencé à Mexico et a duré six semaines,,. Le 15 décembre 2022, il a été annoncé que la série serait diffusée en première sur Vix+ à la suite de l'acquisition de Pantaya par TelevisaUnivision.  Le 2 janvier 2023, il a été annoncé que la série serait diffusée en première le 20 janvier 2023.

### Casting
Le 11 novembre 2021, Kate del Castillo a été choisie pour le rôle principal. Le 23 mars 2022, une liste complète du casting a été annoncée.

## Version française
La version française est assurée par Hiventy North Africa au Maroc.